# Cold reading
Az ún. cold reading (bár nincs bevett magyar megfelelője, szó szerint hideg olvasásnak fordítható) egy pár speciális technika használata, melynek segítségével jellemzően mentalisták, illuzionisták, jövendőmondók és médiumok képesek részletes információkat meghatározni egy másik személyről ezzel azt a látszatot keltve, hogy sokkal többet tudnak az adott témáról, mint valójában.
A technika gyakorlott használója akár minden korábbi előismeret nélkül (vö. hot reading) pillanatok alatt le tud olvasni jó néhány információt az alanyról pusztán a személy testbeszédéből, korából, ruházatából, hajviseletéből, neméből, szexuális beállítottságából, vallásából, etnikumából, műveltségéből, beszédstílusából, származásából stb.
A cold readerek (a továbbiakban „olvasók”) általában nagy valószínűségű találgatásokra építenek az adott témakörben, és folyamatosan igyekeznek leszűrni minden apró visszajelzést, hogy a jó irányban tapogatóznak-e, vagy sem. Ennek megfelelően megerősítik, kihangsúlyozzák, esetenként tovább is építik az alany által megerősített megállapításokat, illetve gyorsan témát váltanak, ha téves úton indultak el.

## A bevett eljárás
Mielőtt hozzálátna a tényleges olvasásnak, a cold reader általában együttműködésre bírja az alanyt valami ehhez hasonló bevezetővel: „Az előttem megjelenő képek néha igen homályosak, vagy olyanok, amik esetleg a számodra többet jelentenek, mint nekem. Ha hajlandó vagy segíteni, akkor közös erővel feltárhatjuk előtted a múltat és a jövőt.” A hatásos cold reading legfontosabb eleme tehát maga az alany, aki lelkesen igyekszik valós témákhoz kötni vagy értelmezni a homályos kijelentéseket, hozzásegítve az olvasót a helyes megérzésekhez. Bár az eljárásban javarészt az olvasó beszél, valójában az alany tölti fel jelentéssel a kijelentéseket.
Miután nyugtázta, hogy az alany hajlandó együttműködni, az olvasó általában tapogatózó megállapításokkal vagy kérdésekkel kezd a lejjebb olvasható technikák valamelyikének segítségével. Ezekre az alany valamilyen visszajelzést ad a reakcióival, akár szándékosan, verbálisan, akár önkéntelenül nonverbálisan, melyekből az olvasó tovább építkezhet vagy korrigálhat. Az alany (és az esetleges avatatlan megfigyelők) számára úgy tűnhet, hogy a megállapítások az olvasótól származnak, holott a legtöbb ezekre vonatkozó információt az alany adta. Az olvasó csak becsomagolja ezeket, az apró nyomokat felerősíti, kihangsúlyozza, azt a látszatot keltve, hogy ő volt az, aki ezeket „meglátta”.
A legapróbb nyomok, mint például az arckifejezés vagy testtartás megváltozása is jelezheti, hogy az adott próbálkozás talált-e vagy sem. Ha az így szerzett információkat titkon szerzett tudással is ötvözik (hot reading), akkor az olvasó komolyan zavarba ejtheti az alanyt a misztikus tudásával. Mivel az idő zömében az olvasó a sikeres találatokat fejti ki vagy nyomatékosítja, és viszonylag hamar odébbáll a téves nyomokról, az alanyban azt a benyomást keltheti, hogy sokkal többet tud az érintett témákról, mint egy átlagos idegen.

## Egyéb technikák
Az egyik legismertebb könyv a cold reading technikákról a The Full Facts Book of Cold Reading című kiadvány, melyet a híres brit illuzionista, Ian Rowland írt. Ebben a könyvben több mint húsz különböző technikát taglal, úgymint a „szivárványtrükköt” (Rainbow Ruse), a „finom hízelgést” (Fine Flattery) vagy a „Barnum-hatást”.
A különböző kiegészítők használata, mint például az alany tenyere, tarotkártyák, rúnák és egyéb jövendőmondó eszközök, nagyban hozzásegíthetik az olvasót, hogy elérje a kívánt hatást, miszerint ő nem az alany jelzéseiből, hanem valami misztikus, természetfeletti forrásból meríti a tudását. „Én csak a kártyákat olvasom. Én csak egy felsőbb hatalom csatornája vagyok. Magam sem tudom, hogy működik.”
Az olvasó csak hosszú gyakorlás után sajátíthatja el ezeket a képességeket. A legjobb módszer kezdőknek, ha némán figyelnek idegen embereket, és a képzeletükben próbálnak olvasni nekik a látottak alapján.

### A sörétes puska technika
A „sörétes puska” (angol Shotgunning) egy gyakran használt cold reading-technika, amit többek között a televíziós illuzionisták és médiumok használnak előszeretettel. A médium vagy olvasó nagyon általános dolgokkal kezdi a beszédet az egész közönség felé. A jelenlévők között szinte biztosan lesz valaki, akire teljesen vagy legalább részben illenek az elhangzottak. Az olvasó figyeli a nézők reakcióit (különös tekintettel a testbeszédre), és folyamatosan szűkíti a témát, melyekre pozitív visszajelzés érkezett. Gyakran érzelmi reakciókat kiváltó kijelentésekkel dolgozik, ami megkönnyíti a szűrést.
Ezt a technikát a sörétes puskáról nevezték el, mivel az sok apró sörétet lő ki, melyek közül néhány célt talál, néhány pedig nem. A kellően nagy számú közönségből is biztosan lesz egy-két találat: például egy idősebb hozzátartozó elvesztése vagy egy gyakori nevű ismerős.
A sörétes puska technika használata során ilyen homályos kijelentések hangozhatnak el:
- „Szívproblémákat látok egy férfi hozzátartozónál, valaki apjánál, nagyapjánál, esetleg nagybácsijánál vagy unokatestvérénél… Határozottan érzem a mellkasi fájdalmat a családja férfiágán.”
- „Egy nőt látok, aki nem vérrokon. Valakit, aki a közeledben volt, amikor felnőttél. Egy nagynéni, édesanyád egyik barátnője, esetleg mostohaanya. Fekete foltot látok a mellkasában… tüdőrák, szívbaj, mellrák…”
- „Egy idősebb férfit látok az életedből, aki szeretné, ha tudnád, hogy bár sok nézeteltérésetek volt az életben, ő mindvégig szeretett.”

### A Forer-hatás vagy Barnum-hatás
A Barnum-hatást P.T. Barnumról, egy amerikai showmanről nevezték el. Az ún. Barnum-állítások olyan kijelentések, amelyek személyesre szabottnak vannak beállítva, ám rengeteg emberre igazak. Bár látszólag konkrét és részletes információk vannak bennük, a megfogalmazás gyakran nyitott, hogy az alanyoknak a lehető legnagyobb mozgásterük maradjon a testre szabott értelmezésre. Kimondottan azzal a céllal készültek, hogy az alanyokból előhozzák az azonosuló reakciókat. Ezeket az állításokat hosszabb és kifinomultabb fejezetekké lehet bővíteni, azt a látszatot keltve, hogy rengeteg információnk van az alanyról. A hatásmechanizmus elsősorban az alanyok azon igyekezetére épül, amellyel próbálják kitölteni a részleteket az általános szövegben, illetve hogy kapcsolatokat keresnek az elhangzott szöveg és a saját életük között. (Gyakran az egész életüket lepörgetik a fejükben, hogy megtalálják ezt a kapcsolatot, és közben ha kell, többféleképpen is újraértelmezik a mondatokat, hogy alkalmazható legyen rájuk.) Egy tehetséges vagy kellően erőszakos cold reader akár bele is beszélheti az alanyba, hogy az elhangzott mondat valamilyen vonatkozásban igaz rá. Van, hogy elegendő többször elismételni, hogy ismerjék be az összefüggést. Néha pedig az a célravezető, ha alanyt hibáztatják, hogy valószínűleg nem gondolkodik elég erősen, vagy elfojt valamilyen fontos emléket. A cél minden esetben az, hogy alany megadja magát, és kösse valami valós vagy megtörtént eseményhez az elhangzottakat.
A Barnum-állítások néhány példája:
- „Úgy érzem, néha bizonytalan vagy. Főként olyan emberek között, akiket nem ismersz.”
- „Van egy doboz valahol a házadban, tele vegyes fényképekkel.”
- „Volt egy vízzel kapcsolatos baleseted még gyerekkorodban.”
- „Problémáid vannak egy baráttal vagy hozzátartozóval.”
- „Édesapád hasi vagy mellkasi betegség miatt hunyt el.”

Ami az utolsó kijelentést illeti, amennyiben az alany kellően idős, az édesapja már nagy valószínűség szerint elhunyt, valamint az állítás rengeteg lehetséges halálozási okot magába foglal, mint például szívproblémákat, tüdőgyulladást, cukorbetegséget és a legtöbb rákot, melyek nagyjából le is fedik a halálos betegségek zömét.

#### Warm reading
Az ún. warm reading (meleg olvasás) technikát a hivatásos mentalisták, médiumok vagy akár csalók használják. Míg az ún. hot reading (forró olvasás) előzetesen megszerzett tudást használ, a cold reading pedig a fentebb bemutatott általános feltevéseket és következtetéseket, melyeket a helyszínen von le az olvasó, a warm reading technika a Forer-hatás okos használatára épít.
Ha ezeket a pszichológiai trükköket ügyesen használja, a mentalista, médium vagy csaló azt a benyomást keltheti, hogy valamilyen természetfeletti adottságokkal rendelkezik. Valójában azonban az elhangzott állítások az emberiség 99%-ára igazak, nemtől, kortól, világnézettől, kultúrától vagy nemzetiségtől függetlenül.

### A szivárványtrükk
A szivárványtrükk egy sajátosan megfogalmazott állítás, amely egy időben ruházza fel az alanyt egy bizonyos tulajdonsággal vagy személyiségjeggyel, valamint annak ellenkezőjével. Egy ilyen kijelentéssel a cold reader lefedhet minden eshetőséget, és úgy tűnhet az alanynak, mintha egy pontos következtetést vont volna le, holott az ilyen szivárványmondatok homályosak és gyakran ellentmondásosak. Ez a technika bátran alkalmazható, mivel a személyiségjegyek úgysem számszerűsíthetők, valamint a legtöbb ember az élete során már biztosan átélte egy adott érzelem mindkét oldalát.
Néhány példa ilyen mondatokra:
- „Általában optimista vagy és vidám, ám volt idő az életedben, amikor nagyon zaklatott voltál.”
- „Nagyon kedves és megértő ember vagy, de ha valaki visszaél a bizalmaddal, mély haragot érzel.”
- „Úgy érzem, legtöbbször visszahúzódó és csendes vagy, de ha olyan a hangulatod, könnyen a figyelem középpontjába kerülsz.”

A cold reader sokféle tulajdonság közül választhat, kigondolja az ellenkezőjét, és összeköti a kettőt egy kellően homályos vagy általános mondatba különböző kitételekkel, úgy mint idő, kedv, lehetőség stb.

## Előadóművészek hozzáállása
A bűvésztársadalom mentalista ágazata elfogadja az ilyen „olvasásokat”, ameddig azok szigorúan csak művészi szórakoztatásként vannak beállítva, és az előadó nem állítja, hogy természetfeletti erőkkel bír.
Néhány előadóművész őszintén bevallja, hogy a cold reading technikát használja. Lynne Kelly, Kari Coleman, Ian Rowland és Derren Brown mind így tettek, amikor privát jövendőmondó vagy nyílt halottidéző szeánszokat tartottak, mintha igazi médiumok lennének. Csak miután megkapták a nekik járó tapsot és elismerést, akkor fedték fel, hogy egyáltalán nem volt szükségük természetfeletti hatalomra az előadásukhoz. Elegendő volt a pszichológia, az emberi természet és a cold reading alapos ismerete.
Az Elme trükkje (Trick of the Mind) sorozat egy epizódjában Derren Brown bemutatta, hogy milyen könnyen is manipulálhatók az emberek a cold reading technikával. Ehhez Bertram Forer híres kísérletét használta fel, ami a személyes megerősítés téveszméjét használja ki.

## Tudattalan cold reading
Karla McLaren, egy korábbi New Age spiritiszta így fogalmazott: „Sokáig nem is tudtam, hogy egyfajta cold reading technikát használtam a saját praxisom során, és soha nem is szándékoztam bárkit is becsapni. Egyszerűen csak elsajátítottam a technikát a kulturális szűrőn keresztül.” McLaren továbbá azt is megállapította, hogy mivel nagyon jó megfigyelő volt, könnyen kitalálhatta, milyen problémákat is hoztak magukkal az alanyai a szeánszokra. Hogy csökkentse eme szokatlan jártassága hatását, és elkerülje a felsőbbrendűség látszatát, a megfigyeléseit inkább kérdések formájában közölte, mintsem tényekként nyilatkoztatta ki. Később észrevette, hogy ez az – eredeti szándéka szerint – udvariassági gesztus lehetőséget adott neki, hogy a reakciók alapján még jobban elmélyüljön az olvasásban, és még pontosabb információkhoz jusson.
Miután valaki már túl van több száz olvasáson, a képességei odáig fejlődhetnek, hogy maga is elhiszi, hogy képes gondolatot olvasni, és nem biztos benne, hogy a sikerük kulcsa a pszichológia, a megérzés vagy valami misztikus képesség. Ezt a pontot néhány szkeptikus „a természetfeletti csábításának” nevezi. Milbourne Christopher, „mágiatörténész” és okkult nyomozó rámutatott, hogy ettől a ponttól akaratlanul is áteshetünk az értelem és racionalitás oldaláról az okkult hitek felé.

## Filmes ábrázolások
- Óz, a csodák csodája (1939). Marvel professzor (Frank Morgan) cold és hot reading technikákat is alkalmaz Dorothyn (Judy Garland), hogy rávegye a hazatérésre.
- A sarlatán (Nightmare Alley) (1947). Az egykori mutatványos és kezdő szektavezető, Stanton Carlisle (Tyrone Power) egyéb mentalista trükk mellett cold reading technikát is használ, hogy meggyőzze az embereket, hogy képes kommunikálni a holtakkal. Bár a technika megjelenítése meglehetősen ügyetlen, a filmben nevén nevezik a cold readinget. A film William Lindsay Gresham azonos című regénye alapján készült.
- Páratlan prédikátor (Leap of Faith) (1992). A film elején a címszereplő prédikátor és hamis gyógyító Jonas Nightengale (Steve Martin) cold reading technikával beszéli le az őt leállító járőrt a bírságolásról.
- Vagányok - Öt sikkes sittes (Hustle) (2005 - sorozat). A sorozat egyik epizódjában Albert Stroller és Danny Blue a cold reading segítségével akar rászedni egy áldozatot.
- Psych - Dilis detektívek (2007). A sorozat főszereplője a cold reading segítségével elhiteti a nyomozókkal, hogy természetfeletti képességekkel rendelkezik, holott csak a logika és az éles esze segíti.
- A mentalista (The Mentalist) (2008 - sorozat). A főszereplő korábban a cold reading technikával médiumnak adta ki magát, ám a sorozatban különböző bűnügyek kinyomozása során kamatoztatja ezt a képességét.
- No game no life (2014) . Sora cold readinger.

## Fordítás
Ez a szócikk részben vagy egészben  a   Cold reading című angol Wikipédia-szócikk fordításán alapul.  Az eredeti cikk szerkesztőit annak laptörténete sorolja fel. Ez a jelzés csupán a megfogalmazás eredetét és a szerzői jogokat jelzi, nem szolgál a cikkben szereplő információk forrásmegjelöléseként.